# Euxoa enteridis
Euxoa enteridis là một loài bướm đêm trong họ Noctuidae.